# Paulo Morgado
Paulo José Ferreira Morgado (Leiria, 10 de outubro de 1963) é um dirigente de empresa e escritor português. Vive em Madri desde 2014, ano em que assumiu a gestão da subsidiária espanhola do Grupo Capgemini.  Atualmente é Vice-presidente Executivo do grupo. 

## Biografia
Nascido em uma família de pecuaristas e produtores de rações para animais, no início dos anos 1980 mudou-se para Lisboa, onde concluiu a sua licenciatura em Gestão de Empresas na Universidade Católica. É também licenciado em Direito, pela Universidade Lusíada, e obteve o título de  Mestre em Finanças pela Universidade Católica de Louvain (Bélgica). 
Iniciou o seu percurso profissional como consultor de estratégia, na Roland Berger, tendo de seguida trabalhado no departamento de Finanças Corporativas do Banco Finantia. Em 1995, aos 32 anos, assumiu o cargo de CEO na Vidago, Melgaço & Pedras Salgadas, empresa portuguesa cotada em bolsa.
Ingressou na Capgemini Portugal em 2001, como Vice-presidente da Capgemini Consulting. Em dezembro de 2003, foi nomeado CEO da Capgemini Portugal. Em julho de 2014,  tornou-se o CEO da Capgemini Espanha, cargo que exerceu até março de 2018.  Desde abril de 2018 é o Vice-presidente Executivo do Grupo Capgemini.
Paralelamente a suas atividades profissionais, obteve o grau de Mestre em Filosofia da Linguagem, na Universidade Católica, com a classificação máxima (Summa Cum Laude), em 2011. Em 2017 obteve o título de Doutor em Gestão Empresarial, na Nottingham Trent University, no Reino Unido.
Colabora, numa base regular, com diferentes business schools como a Deusto Business School, a ESADE Business & Law School, a IE Business School e a Porto Business School.
Paulo Morgado é igualmente escritor, abordando uma grande variedade de temas - desde negociação, gestão e estratégia  até prevenção da criminalidade financeira e lógica da linguagem - , tendo já publicado oito livros.
Em julho de 2016, criou o blog Encuentros de Alta Dirección, no qual resume e comenta temas relacionados com a gestão empresarial e questões estratégicas, na perspectiva da alta direção.

## Obras
- 2017 -  Strategy in Action [7]
- 2016 - Gerrir[8]
- 2012 - FAZER[9]
- 2011 - O Riso em Bergson (lógica e linguagem)[10]
- 2011 - Transparência, Justiça e Liberdade – Em Memória de Saldanha Sanches (em coautoria)[11]
- 2010 - Portugal – E Agora? Que Fazer? (co-autoria)[12]
- 2007 - O Corrupto e o Diabo[13]
- 2005 - Contos de Colarinho Branco [14]
- 2003 - Cem Argumentos [15]
- 1994 - O Processo Negocial[16]